# Renault F1
Renault F1 là một đội đua Công thức 1 thuộc công ty Renault (Pháp). Renault lần đầu tham gia Công thức 1 tại Anh năm 1977 với chiếc xe Renault RS01 chạy động cơ turbo. Từ năm 1989, Renault trở thành nhà cung cấp động cơ cho các đội đua khác như Williams, Benetton và Red Bull Racing.
Renault F1 từng giành chức vô địch thế giới cả đội đua và cá nhân 2 năm 2005 và 2006. Tuy nhiên, Renault đã từng đóng góp cho 6 chức vô địch đội đua (1992, 1993, 1994, 1995, 1996, 1997) và 5 chức vô địch cá nhân (1992, 1993, 1995, 1996, 1997) khi là nhà cung cấp động cơ cho Williams và Benetton.

## Lịch sử

### 2008
Fernando Alonso trở lại đội Renault F1 sau khi chuyển sang McLaren mùa giải trước. Cùng đua với Alonso là tay đua Brasil Nelson Angelo Piquet.

### 2009
Năm 2009 đội đua bị FIA cấm thi đấu 2 năm vì dàn xếp sự cố tại chặng đua Grand Prix Singapore 2008.